# Marcelo Cerqueira
Marcelo Augusto Diniz Cerqueira (Rio de Janeiro, 6 de agosto de 1939) é um advogado e político brasileiro, filiado ao Cidadania. Foi deputado federal pelo Rio de Janeiro entre 1979 e 1983.
Vice-presidente da União Nacional dos Estudantes (UNE) quando ocorreu o golpe militar que depôs João Goulart e instaurou a ditadura, Cerqueira exilou-se, assim como o então presidente da UNE José Serra. Retornou ao Brasil no ano seguinte e ficou preso por cem dias. Após sua soltura, formou-se na Faculdade Nacional de Direito, trabalhou na defesa de acusados com base na Lei de Segurança Nacional, e atuou em casos envolvendo desaparecidos políticos.
Cerqueira foi eleito deputado federal pelo MDB em 1978. Com o fim do bipartidarismo em 1980, tornou-se um dos fundadores do PMDB. Concorreu a prefeito do Rio de Janeiro em 1985, pelo PSB, ficando em quarto lugar. Em 1987, disputou uma vaga de deputado para a Assembleia Nacional Constituinte, mas não foi eleito. Após passar pelo PSDB, concorreu à Câmara em 1990 pelo PDT, sem sucesso. Em 1994, disputou o mesmo cargo pelo PPS (atual Cidadania), sem sucesso.
Em 2000, tornou-se presidente do Instituto dos Advogados Brasileiros.
Nas eleições de 2010, concorreu ao Senado pelo PPS, e não foi eleito, obtendo a sétima colocação com 391.352 votos (2,66% dos válidos).